# Dekanat raciąski
Dekanat raciąski – dekanat diecezji płockiej z siedzibą w Raciążu. 
| Lp | Miejscowość / parafia              | Proboszcz / administrator                 | Zdjęcie |
| -- | ---------------------------------- | ----------------------------------------- | ------- |
| 1  | Drobin św. Stanisława BM           | ks. kan. Andrzej Kucharczyk od 2009       |         |
| 2  | Góra św. Jakuba Apostoła           | ks. dr Paweł Niewinowski od 2021          |         |
| 3  | Gradzanowo Kościelne św. Katarzyny | ks. mgr Lech Robert Piórkowski od 2018    |         |
| 4  | Gralewo św. Małgorzaty             | ks. kan. mgr Wiesław Piotr Mordon od 2020 |         |
| 5  | Koziebrody św. Jakuba Apostoła     | ks. Dariusz Żuławnik od 2021              |         |
| 6  | Krajkowo Świętej Trójcy            | ks. mgr Zbigniew Kluba od 1996            |         |
| 7  | Raciąż św. Wojciecha               | ks. mgr Wiesław Kosiński od 2015          |         |
| 8  | Rogotwórsk św. Wawrzyńca           | ks. mgr Krzysztof Muzal od 2010           |         |
| 9  | Siemiątkowo św. Kazimierza         | ks. Artur Adam Rogala od 2020             |         |
| 10 | Unieck św. Jakuba Apostoła         | ks. mgr Piotr Chojnowski od 2020          |         |